# 何为 (作家)
何为（1922年—2011年1月10日），原名何振业，笔名晓芒、夏侯宠等，男，中国著名作家，中国散文学会副会长，福建省作家协会原副主席、名誉主席。1943年毕业于上海圣约翰大学。1945年参加革命工作，历任上海《文汇报》记者，江南电影制片厂编辑，作家协会专业作家，文学创作一级。中国作家协会第四届理事，中国作家协会全国委员会名誉委员，中国散文学会副会长，顾问，福建省作家协会副主席、名誉主席。